# Coppa Libertadores 2008 (fase a gironi)

## Gruppi

### Gruppo 1
| Arbitro: | Alberto Duarte |

|                          |           |  |
| Vargas 39’ Castellín 70’ | Marcatori |  |

| Arbitro: | Roberto Silvera |

|                                      |           |  |
| Moreno 46’ Ramires 52’ Guilherme 67’ | Marcatori |  |

| Buenos Aires 21 febbraio 2008, ore 20:00 | San Lorenzo     | 0 – 0 referto | Cruzeiro | Nuevo Gasometro (14.845 spett.)\| Arbitro: \| Carlos Amarilla \| |
| Arbitro:                                 | Carlos Amarilla |               |          |                                                                  |

| Arbitro: | José Buitrago |

|                        |           |             |
| Rentería 3’ Vargas 38’ | Marcatori | 74’ Galindo |

| Arbitro: | Saúl Laverni |

|                                     |           |  |
| Guilherme 9’ Ramires 28’ Moreno 64’ | Marcatori |  |

| Arbitro: | Jorge Larrionda |

|                       |           |                                        |
| Loayza 17’ Pintos 32’ | Marcatori | 71’ Romeo 78’ Chávez 88’ (rig.) Torres |

| Arbitro: | Óscar Ruiz |

|              |           |                   |
| Valencia 30’ | Marcatori | 55’ (rig.) Moreno |

| Arbitro: | Héber Lopes |

|                        |           |  |
| A. González 29’ (rig.) | Marcatori |  |

| Arbitro: | Georges Buckley |

|                                    |           |              |
| Candia 3’ H. Suárez 25’ Pintos 82’ | Marcatori | 6’ Castellín |

| Arbitro: | Carlos Chandía |

|                            |           |             |
| Moreno 11’, 71’ Wagner 83’ | Marcatori | 87’ Silvera |

| Arbitro: | Alfredo Intriago |

|                                                  |           |                   |
| Loayza 3’ Pintos 12’, 51’ Candia 66’ Ribeiro 86’ | Marcatori | 29’ (rig.) Moreno |

| Arbitro: | Wilmar Roldán |

|                                                 |           |  |
| Bergessio 16’ V. Rosales 35’ (aut.) Silvera 78’ | Marcatori |  |

| Squadra        | Punti | Gioc. | V | P | S | GF | GS | DF |
| -------------- | ----- | ----- | - | - | - | -- | -- | -- |
| 1. Cruzeiro    | 11    | 6     | 3 | 2 | 1 | 11 | 7  | +4 |
| 2. San Lorenzo | 10    | 6     | 3 | 1 | 2 | 8  | 7  | -1 |
| 3. Caracas     | 7     | 6     | 2 | 1 | 3 | 6  | 11 | -5 |
| 4. Real Potosí | 6     | 6     | 2 | 0 | 4 | 11 | 11 | 0  |

### Gruppo 2
| Arbitro: | Rubén Selmán |

|              |           |  |
| Ferradas 45’ | Marcatori |  |

| Arbitro: | Carlos Galeano |

|                                   |           |              |
| Pelletieri 8’ Acosta 56’ Sand 88’ | Marcatori | 37’ Abelenda |

| Cuenca 21 febbraio 2008, ore 19:20 | Deportivo Cuenca | 0 – 0 referto | Danubio | Estadio Alejandro Serrano Aguilar (8.190 spett.)\| Arbitro: \| Georges Buckley \| |
| Arbitro:                           | Georges Buckley  |               |         |                                                                                   |

| La Plata 26 febbraio 2008, ore 19:00 | Estudiantes    | 0 – 0 referto | Lanús | Estadio Ciudad de La Plata (23.072 spett.)\| Arbitro: \| Gabriel Favale \| |
| Arbitro:                             | Gabriel Favale |               |       |                                                                            |

| Arbitro: | Enrique Osses |

|          |           |                            |
| Irala 9’ | Marcatori | 61’ (rig.) Veron 86’ Pérez |

| Buenos Aires 13 marzo 2008, ore 21:10 | Lanús         | 0 – 0 referto | Estudiantes | La Fortaleza (5.545 spett.)\| Arbitro: \| Enrique Osses \| |
| Arbitro:                              | Enrique Osses |               |             |                                                            |

| Arbitro: | Leonardo Gaciba |

|                               |           |  |
| Veron 44’ (rig.) Desabato 75’ | Marcatori |  |

| Arbitro: | Sálvio Fagundes |

|            |           |            |
| Garcia 70’ | Marcatori | 7’ Salomón |

| Arbitro: | Evandro Roman |

|                           |           |  |
| Malrechauffe 2’ Lembo 21’ | Marcatori |  |

| Arbitro: | Pablo Lunatti |

|                                |           |                                                 |
| Sand 10’ Valeri 16’ Acosta 78’ | Marcatori | 21’ Desabato 24’ Benítez 61’ Moreno y Fabianesi |

| Arbitro: | Héber Lopes |

|             |           |                     |
| Bardaro 87’ | Marcatori | 53’ Blanco 63’ Sand |

| Arbitro: | Carlos Amarilla |

|                             |           |  |
| Lázzaro 11’ Wila 87’ (aut.) | Marcatori |  |

| Squadra             | Punti | Gioc. | V | P | S | GF | GS | DF |
| ------------------- | ----- | ----- | - | - | - | -- | -- | -- |
| 1. Estudiantes (LP) | 11    | 6     | 3 | 2 | 1 | 9  | 5  | +4 |
| 2. Lanús            | 10    | 6     | 2 | 4 | 0 | 9  | 6  | +3 |
| 3. Deportivo Cuenca | 6     | 6     | 1 | 3 | 2 | 2  | 5  | -3 |
| 4. Danubio          | 4     | 6     | 1 | 1 | 4 | 5  | 9  | -4 |

### Gruppo 3
| Arbitro: | Carlos Manuel Torres |

|                |           |               |
| Mea Vitali 80’ | Marcatori | 83’ Battaglia |

| Arbitro: | Federico Beligoy |

|                                     |           |  |
| Achucarro 7’ Colotto 40’ Medina 68’ | Marcatori |  |

| Arbitro: | Samuel Haro |

|          |           |                                              |
| Díaz 92’ | Marcatori | 49’ Fierro 69’ Biscayzacú 86’ (aut.) Lancken |

| Arbitro: | Roberto Silvera |

|                              |           |  |
| Palacio 32’, 81’ Palermo 82’ | Marcatori |  |

| Arbitro: | Carlos Vera |

|                                      |           |  |
| Flores 40’ Achucarro 61’ Marioni 66’ | Marcatori |  |

| Arbitro: | Martín Emilio Vázquez |

|                            |           |  |
| Jorquera 3’ Biscayzacú 35’ | Marcatori |  |

| Arbitro: | Wilmar Roldán |

|                     |           |                    |
| Figueroa 80’ (rig.) | Marcatori | 56’ (rig.) Marioni |

| Arbitro: | Carlos Amarilla |

|                                                 |           |                              |
| Palermo 29’ Gracián 49’ Palacio 65’ Cardozo 88’ | Marcatori | 25’, 42’ Biscayzacú 92’ Moya |

| Arbitro: | Óscar Ruiz |

|                             |           |               |
| Flores 21’ Marioni 58’, 76’ | Marcatori | 30’ Battaglia |

| Arbitro: | René Ortubé |

|                            |           |  |
| Biscayzacú 47’ Barrios 50’ | Marcatori |  |

| Arbitro: | Jorge Larrionda |

|          |           |             |
| Rojas 3’ | Marcatori | 65’ Colotto |

| Arbitro: | Victor Rivera |

|                                     |           |  |
| Paletta 10’ Dátolo 21’ Riquelme 74’ | Marcatori |  |

| Squadra         | Punti | Gioc. | V | P | S | GF | GS | DF  |
| --------------- | ----- | ----- | - | - | - | -- | -- | --- |
| 1. Atlas        | 11    | 6     | 3 | 2 | 1 | 11 | 6  | +3  |
| 2. Boca Juniors | 10    | 6     | 3 | 1 | 2 | 12 | 9  | +3  |
| 3. Colo-Colo    | 10    | 6     | 3 | 1 | 2 | 11 | 9  | +2  |
| 4. UA Maracaibo | 2     | 6     | 0 | 2 | 4 | 3  | 13 | -10 |

### Gruppo 4
| Tacna 13 febbraio 2008, ore 18:50 | Coronel Bolognesi | 0 – 0 referto | Flamengo | Estadio Jorge Basadre (7.756 spett.)\| Arbitro: \| Mauricio Reinoso \| |
| Arbitro:                          | Mauricio Reinoso  |               |          |                                                                        |

| Arbitro: | Enrique Osses |

|                   |           |               |
| Vassallo 54’, 67’ | Marcatori | 88’ Victorino |

| Arbitro: | Marco Rodríguez |

|  |           |              |
|  | Marcatori | 8’ Fornaroli |

| Arbitro: | Ricardo Grance |

|                        |           |              |
| Souza 37’ Marcinho 88’ | Marcatori | 45’ Vassallo |

| Arbitro: | Pablo Pozo |

|                                |           |  |
| Morales 40’, 66’ Fornaroli 68’ | Marcatori |  |

| Arbitro: | Víctor Carrillo |

|           |           |  |
| Solís 75’ | Marcatori |  |

| Arbitro: | Carlos Amarilla |

|                   |           |  |
| Marcinho 25’, 65’ | Marcatori |  |

| Tacna 25 marzo 2008, ore 21:40 | Coronel Bolognesi | 0 – 0 referto | Cienciano | Estadio Jorge Basadre\| Arbitro: \| Héctor Pacheco \| |
| Arbitro:                       | Héctor Pacheco    |               |           |                                                       |

| Arbitro: | Paulo César de Oliveira |

|            |           |  |
| Barone 30’ | Marcatori |  |

| Arbitro: | Sergio Pezzotta |

|  |           |                                      |
|  | Marcatori | 57’ Renato Augusto 75’ Toró 93’ Juan |

| Arbitro: | Iván Gamboa |

|                     |           |  |
| Bruno 82’ Obina 88’ | Marcatori |  |

| Arbitro: | Carlos Chandía |

|                                       |           |             |
| Ligüera 39’ Cardaccio 53’ Perrone 92’ | Marcatori | 83’ Guevara |

| Squadra              | Punti | Gioc. | V | P | S | GF | GS | DF |
| -------------------- | ----- | ----- | - | - | - | -- | -- | -- |
| 1. Flamengo          | 13    | 6     | 4 | 1 | 1 | 9  | 4  | +5 |
| 2. Nacional          | 12    | 6     | 4 | 0 | 2 | 9  | 5  | +4 |
| 3. Cienciano         | 7     | 6     | 2 | 1 | 3 | 5  | 9  | -4 |
| 4. Cor. Bolognesi FC | 2     | 6     | 0 | 2 | 4 | 0  | 5  | -5 |

### Gruppo 5
| Arbitro: | Leonardo Gaciba |

|                               |           |  |
| Ovelar 14’ José Luis Díaz 91’ | Marcatori |  |

| Arbitro: | Saúl Laverni |

|                         |           |                |
| Cabañas 38’ Higuaín 90’ | Marcatori | 70’ Bottinelli |

| Arbitro: | René Ortubé |

|  |           |                |
|  | Marcatori | 29’ Bottinelli |

| Arbitro: | Rubén Selmán |

|                       |           |             |
| Falcao 37’ Ortega 92’ | Marcatori | 14’ Cabañas |

| Arbitro: | Sálvio Fagundes |

|               |           |                       |
| Gutiérrez 47’ | Marcatori | 43’ Abreu 87’ Rosales |

| Arbitro: | Carlos Amarilla |

|                                   |           |          |
| Márquez 39’ Íñigo 48’ Cabañas 70’ | Marcatori | 7’ Silva |

| Arbitro: | Carlos Manuel Torres |

|                            |           |  |
| Falcao García 1’ Abreu 72’ | Marcatori |  |

| Arbitro: | Juan Ernesto Soto |

|                   |           |  |
| M. Leguizamón 36’ | Marcatori |  |

| Arbitro: | Antonio Arias |

|               |           |  |
| Gutiérrez 88’ | Marcatori |  |

| Arbitro: | Roberto Silvera |

|                                                 |           |                                           |
| Iñigo 51’ Esqueda 53’ Cervantes 61’ Cabañas 69’ | Marcatori | 6’ Archubi 55’ (aut.) Cervantes 62’ Abreu |

| Arbitro: | Leonardo Gaciba |

|                          |           |  |
| Medel 52’ Bottinelli 90’ | Marcatori |  |

| Arbitro: | Óscar Ruiz |

|                                                |           |  |
| Abreu 14’, 51’, 91’ Falcao García 27’ Rios 82’ | Marcatori |  |

| Squadra                 | Punti | Gioc. | V | P | S | GF | GS | DF |
| ----------------------- | ----- | ----- | - | - | - | -- | -- | -- |
| 1. River Plate          | 12    | 6     | 4 | 0 | 2 | 14 | 8  | +6 |
| 2. América              | 9     | 6     | 3 | 0 | 3 | 10 | 10 | 0  |
| 4. Universidad Católica | 9     | 6     | 3 | 0 | 3 | 6  | 6  | 0  |
| 3. Univ. San Martín     | 6     | 6     | 2 | 0 | 4 | 4  | 10 | -6 |

### Gruppo 6
| Cúcuta 13 febbraio 2008, ore 21:10 | Cúcuta Deportivo | 0 – 0 referto | Santos | Estadio General Santander\| Arbitro: \| Víctor Rivera \| |
| Arbitro:                           | Víctor Rivera    |               |        |                                                          |

| Arbitro: | Alfredo Intriago |

|                       |           |  |
| Solís 27’ Santana 53’ | Marcatori |  |

| Cúcuta 28 febbraio 2008, ore 21:40 | Cúcuta Deportivo  | 0 – 0 referto | San José | Estadio General Santander (12.524 spett.)\| Arbitro: \| Juan Ernesto Soto \| |
| Arbitro:                           | Juan Ernesto Soto |               |          |                                                                              |

| Arbitro: | Carlos Amarilla |

|            |           |  |
| Molina 22’ | Marcatori |  |

| Arbitro: | Alfredo Intriago |

|  |           |            |
|  | Marcatori | 43’ Urbano |

| Arbitro: | Samuel Haro |

|                        |           |                |
| Cerutti 11’ Garcia 62’ | Marcatori | 7’ Kléber Boas |

| Arbitro: | Óscar Maldonado |

|            |           |  |
| Urbano 62’ | Marcatori |  |

| Arbitro: | Líber Prudente |

|                                                                     |           |  |
| Domingos 17’ Molina 22’, 32’, 63’, 87’ Kléber Boas 79’ Quiñonez 81’ | Marcatori |  |

| Arbitro: | Ricardo Grance |

|                        |           |                                 |
| Cerutti 46’ Parada 77’ | Marcatori | 35’, 38’, 79’ Urbano 53’ Torres |

| Arbitro: | José Buitrago |

|                                           |           |                            |
| Arellano 13’ F. Rodríguez 34’ Santana 47’ | Marcatori | 39’ Kléber Boas 56’ Kléber |

| Arbitro: | Pablo Pozo |

|  |           |                           |
|  | Marcatori | 30’, 43’ Ávila 56’ Pineda |

| Arbitro: | Jorge Larrionda |

|                             |           |              |
| Kléber Boas 68’ Tripodi 88’ | Marcatori | 22’ L. Henry |

| Squadra             | Punti | Gioc. | V | P | S | GF | GS | DF  |
| ------------------- | ----- | ----- | - | - | - | -- | -- | --- |
| 1. Cúcuta Deportivo | 11    | 6     | 3 | 2 | 1 | 7  | 4  | +3  |
| 2. Santos           | 10    | 6     | 3 | 1 | 2 | 13 | 6  | +7  |
| 3. Guadalajara      | 9     | 6     | 3 | 0 | 3 | 8  | 5  | +3  |
| 4. San José         | 4     | 6     | 1 | 1 | 4 | 4  | 17 | -13 |

### Gruppo 7
| Arbitro: | Héber Lopes |

|            |           |                     |
| Romero 10’ | Marcatori | 8’ Servín 71’ Núñez |

| Arbitro: | Víctor Hugo Rivera |

|            |           |             |
| Cordoba 8’ | Marcatori | 32’ Miranda |

| Arbitro: | Sergio Pezzotta |

|                  |           |                |
| Adriano 74’, 84’ | Marcatori | 61’ Villanueva |

| Arbitro: | Jorge Larrionda |

|                                          |           |  |
| Galván Rey 21’ Villagra 43’ Valencia 81’ | Marcatori |  |

| Arbitro: | Fernando Cabrera |

|              |           |  |
| Orellana 48’ | Marcatori |  |

| Arbitro: | Sergio Pezzotta |

|            |           |             |
| Duarte 92’ | Marcatori | 60’ Aloisio |

| Arbitro: | Martín Emilio Vázquez |

|             |           |  |
| Adriano 93’ | Marcatori |  |

| Arbitro: | Carlos Vera |

|                 |           |              |
| C. Villagra 59’ | Marcatori | 78’ Orellana |

| Arbitro: | Saúl Laverni |

|            |           |                                                      |
| Lazaga 71’ | Marcatori | 39’ C. Villagra 51’ (rig.) Galván Rey 90’ D. Córdoba |

| Arbitro: | Héctor Baldassi |

|           |           |  |
| Ramos 78’ | Marcatori |  |

| Arbitro: | Roberto Silvera |

|                                       |           |                |
| Abente 2’, 28’ Gigena 8’ Esquivel 44’ | Marcatori | 55’ Villanueva |

| Arbitro: | Carlos Manuel Torres |

|                |           |  |
| Alex Silva 39’ | Marcatori |  |

| Squadra              | Punti | Gioc. | V | P | S | GF | GS | DF |
| -------------------- | ----- | ----- | - | - | - | -- | -- | -- |
| 1. San Paolo         | 11    | 6     | 3 | 2 | 1 | 6  | 4  | +2 |
| 2. Atlético Nacional | 8     | 6     | 2 | 2 | 2 | 8  | 5  | +3 |
| 3. Sp. Luqueño       | 7     | 6     | 2 | 1 | 3 | 8  | 10 | -2 |
| 4. Audax Italiano    | 7     | 6     | 2 | 1 | 3 | 6  | 9  | -3 |

### Gruppo 8
| Arbitro: | Sálvio Fagundes |

|                |           |  |
| Leguizamón 79’ | Marcatori |  |

| Quito 20 febbraio 2008, ore 19:50 | LDU Quito     | 0 – 0 referto | Fluminense | La Casa Blanca (12.144 spett.)\| Arbitro: \| Albert Duarte \| |
| Arbitro:                          | Albert Duarte |               |            |                                                               |

| Arbitro: | Óscar Ruiz |

|                         |           |  |
| Urrutia 71’ Guerrón 82’ | Marcatori |  |

| Arbitro: | Carlos Manuel Torres |

|                                                               |           |  |
| Neves 14’ Dodô 25’, 50’ Gabriel 45’ Washington 72’ Cícero 86’ | Marcatori |  |

| Buenos Aires 12 marzo 2008, ore 19:10                | Arsenal   | 0 – 1 referto      | LDU Quito | Julio Humberto Grondona (1.586 spett.) |
| \| \| \| \| \| \| Marcatori \| 79’ (rig.) Urrutia \| |           |                    |           |                                        |
|                                                      |           |                    |           |                                        |
|                                                      | Marcatori | 79’ (rig.) Urrutia |           |                                        |

| Arbitro: | Héctor Baldassi |

|             |           |                     |
| Samudio 30’ | Marcatori | 40’, 50’ Washington |

| Arbitro: | Benito Archundia |

|                                                               |           |               |
| Urrutia 15’ Manso 20’ Bolaños 29’, 43’ Bieler 65’ Obregón 90’ | Marcatori | 4’ Leguizamón |

| Arbitro: | Rubén Selmán |

|                             |           |  |
| Cícero 30’ Thiago Silva 51’ | Marcatori |  |

| Arbitro: | Jorge Larrionda |

|                                     |           |             |
| López 10’ J. Olivera 14’ Cuevas 65’ | Marcatori | 65’ Obregón |

| Arbitro: | Víctor Rivera |

|                         |           |  |
| Biagini 59’ Bottaro 65’ | Marcatori |  |

| Arbitro: | Óscar Maldonado |

|            |           |                         |
| Cuevas 23’ | Marcatori | 10’ Bottaro 68’ Yacuzzi |

| Arbitro: | Roberto Silvera |

|            |           |  |
| Cícero 30’ | Marcatori |  |

| Squadra            | Punti | Gioc. | V | P | S | GF | GS | DF |
| ------------------ | ----- | ----- | - | - | - | -- | -- | -- |
| 1. Fluminense      | 13    | 6     | 4 | 1 | 1 | 11 | 3  | +8 |
| 2. LDU Quito       | 10    | 6     | 3 | 1 | 2 | 10 | 5  | +5 |
| 3. Arsenal Sarandí | 9     | 6     | 3 | 0 | 3 | 6  | 14 | -8 |
| 4. Libertad        | 3     | 6     | 1 | 0 | 5 | 5  | 10 | -5 |